# Lactobacillus delbrueckii subsp. bulgaricus

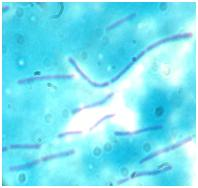
Imagen microscópica de Lactobacillus bulgaricus.

Lactobacillus delbrueckii bulgaricus —hasta 2014 conocido como Lactobacillus bulgaricus— es una de las más de 200 especies publicadas del el Complejo del Genoma de Lactobacillus —LGC— y es la bacteria principalmente utilizada para la producción de yogur. También juega un papel crucial en la maduración de algunos quesos, así como en otros procesos que involucran productos fermentados naturalmente. Es una bacteria ácido láctica homofermentadora, debido a que el ácido láctico es el único producto final de su digestión de carbohidratos. También se considera un probiótico.
Identificado por primera vez en 1905 por el médico búlgaro Stamen Grigorov al aislarlo de una muestra de yogur búlgaro,
Una cepa, Lactobacillus bulgaricus GLB44, se extrae de las hojas de Galanthus nivalis  en Bulgaria. La bacteria también se cultiva artificialmente en muchos países.
Es un bacilo grampositivo anaerobio de apariencia filamentosa, inmóvil. No forma esporas, ni es patógeno. Requiere un pH bajo, de entre 5,4 a 4,6 para reproducirse de manera efectiva. A medida que crece, mantiene el ambiente ácido que necesita para prosperar a través de su producción de ácido láctico. Su temperatura óptima va de 40 a 44 °C.
Se utiliza tradicionalmente empleando estas bacterias como cultivo iniciador, que puede recuperarse por filtración y usarse indefinidamente, siempre y cuando se observen algunas medidas mínimas de higiene; también se utilizan para la elaboración de algunos yogures.
Estos productos han sido importantes en la historia del hombre, las fermentaciones han sido utilizadas por siglos en muchos países y su origen se pierde en los albores del tiempo.